# 斑海马
斑海马（学名：Hippocampus trimaculatus）为海龙鱼科海马属的鱼类，俗名三斑海马。分布于印度太平洋區，包括新加坡、南洋群岛的沿海、台湾岛以及东海、南海等海域。该物种的模式产地在印度洋和中国各海域。本魚體形較大，體長10-18公分；背鰭軟條20-21枚；臀鰭軟條4枚；胸鰭軟條17-18枚。體環11+40至41個。頭冠短小，頂端具5個短小突棘。吻管較短，不及頭長的1/2。體節1、4、7、11骨環，尾節1、5、9、13、17骨環，背方接結呈隆起狀脊，背側方棘亦較其他種類為大。體黃褐色乃至黑褐色，眼上具放射狀褐色斑紋，體側背方第1、4、7節小棘基部各具一大黑斑，是三斑海馬與其他種類的明顯特徵，棲息在礁石附近的砂石混合區，屬肉食性，以小型無脊椎動物為食，可作為觀賞魚。

## 外部連結
- 海馬 Haima （页面存档备份，存于） 中藥材圖像數據庫 (香港浸會大學中醫藥學院)